# Macrosociología
Macrosociología es una perspectiva de la Sociología que enfatiza el análisis de los sistemas sociales y poblacionales a gran escala. Se enfoca mayormente al nivel de la estructura social, y frecuentemente al nivel de la abstracción teórica. Es la contraparte de la microsociología, que se enfoca en la agencia social individual. 
La macrosociología también concierne a individuos, familias y otros aspectos constitutivos de una sociedad, pero siempre lo hace en relación con un sistema social más amplio del que forman parte. La macrosociología también puede ser el análisis de grandes colectividades (por ejemplo, la ciudad, la iglesia). Las poblaciones humanas son consideradas una sociedad en la medida en que son políticamente autónomas y sus miembros se involucran en una amplia gama de actividades cooperativas. La macrosociología trata de tendencias societales amplias que se pueden aplicar posteriormente a las características más pequeñas de una sociedad. 
Para diferenciar, la macrosociología trata temas como la guerra, el desarrollo, la pobreza y la crisis ambiental, mientras que la microsociología analiza temas como el papel de la mujer, la naturaleza de la familia y la inmigración.

## Estrategias teóricas
Hay una serie de estrategias teóricas dentro de la macrosociología contemporánea, pero cuatro de ellas se destacan como las principales:
- La Estrategia Idealista intenta explicar los rasgos básicos de la vida social por referencia a la capacidad creadora de la mente humana. "Los idealistas creen que la singularidad humana reside en el hecho de que los seres humanos atribuyen significados simbólicos a sus acciones"[4]
- La Estrategia Materialista intenta explicar las características básicas de la vida social humana en términos de las condiciones prácticas y materiales de su existencia. Estas condiciones incluyen cosas como la naturaleza del ambiente físico, el nivel de tecnología y la organización del sistema económico.[3]
- Funcionalismo, o funcionalismo estructural, se define por muchos principios. Esencialmente afirma que las sociedades son sistemas complejos de partes interrelacionadas e interdependientes, y cada parte de una sociedad influye significativamente en los demás. Además, cada parte de la sociedad existe porque tiene una función específica que desempeñar para contribuir a la sociedad en su conjunto. Por último, afirma que las sociedades tienden hacia un estado de equilibrio o de homeostasis, y si hay una perturbación en cualquier parte de la sociedad, entonces las otras partes se ajustarán para restaurar la estabilidad de la sociedad en su conjunto.[3]
- La Teoría del Conflicto, también llamada Estrategia Teórica del Conflicto, rechaza la idea de que las sociedades tienden hacia algún consenso básico de armonía en el cual las características de la sociedad trabajan para el bien de todos. Se basa en la idea de que la estructura básica de la sociedad está determinada por individuos y grupos que adquieren escasos recursos para satisfacer sus propias necesidades y deseos, creando así conflictos interminables.[3]

## Macrosociología histórica
A medida que la globalización ha afectado al mundo, también ha afectado a la macrosociología histórica, llevando al desarrollo de dos ramas diferentes. Una se basa principalmente en sociología comparada e histórica (SHC), y la otra en la economía política de los sistemas mundiales (EPSM). SHC basa su análisis en estados y busca "generalizaciones sobre propiedades comunes y principios de variación entre instancias a través del tiempo y el espacio". EPSM, por otra parte, utiliza sistemas de estados para el análisis y busca "generalizaciones sobre Las interdependencias entre los componentes de un sistema y los principios de variación entre las condiciones sistémicas a través del tiempo y el espacio". A pesar de las diferencias de ambas escuelas, ambas utilizan el conocimiento histórico para tratar de resolver algunos de los problemas observados en el campo de la macrosociología. Desde hace poco, se ha argumentado que la globalización representa una amenaza para la forma de pensar de la CHS, ya que a menudo conduce a la disolución de distintos estados.

## El futuro de la macrosociología: enlaces micro-macro
Tal vez el esfuerzo integrador más desarrollado para vincular los fenómenos microsociológicos y macrosociológicos se encuentra en la teoría de la estructuración de Anthony Giddens, en la que "la estructura social se define como tanto restrictiva y habilitadora de la actividad humana interna y externa al actor". Los intentos de vincular fenómenos micro y macro son evidentes en un creciente cuerpo de investigación empírica. Tal trabajo parece seguir la visión de Giddens de la naturaleza restrictiva y capacitadora de la estructura social para la actividad humana y la necesidad de vincular estructura y acción. "Parece seguro decir que si bien la macrosociología seguirá siendo siempre un componente central de la teoría e investigación sociológica, se dedicará un esfuerzo cada vez mayor a crear modelos factibles que lo vinculen con su contraparte micro".